# Igreja do Ospedaletto

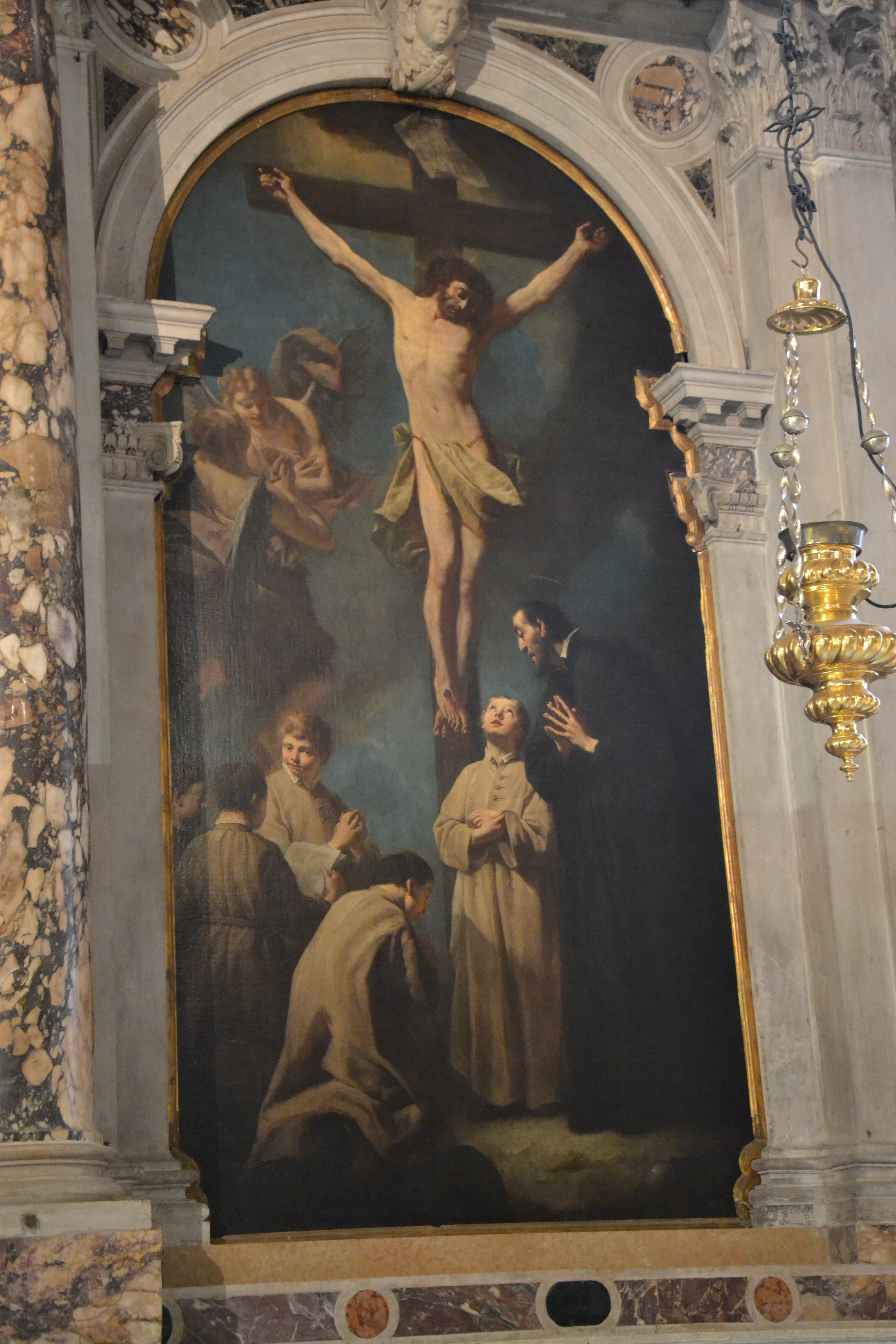
Giuseppe Angeli, Cristo na cruz, São Girolamo Miani e os órfãos

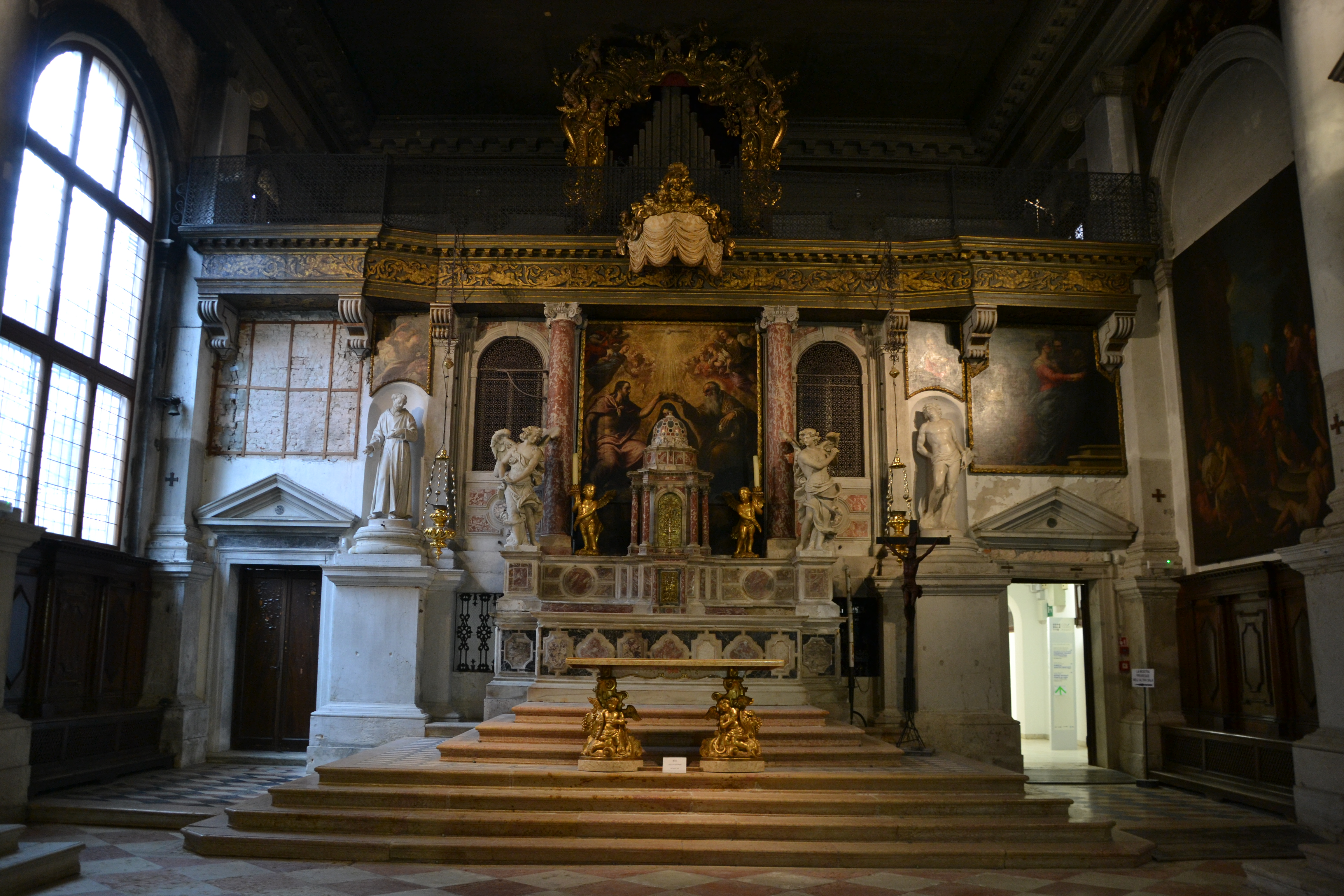
Altar maior

Santa Maria dei Derelitti, comumente conhecida como igreja do Ospedaletto, é uma igreja consagrada de estilo renascentista na Calle della Barbaria delle Tole do sestiere do Castello, Veneza, Itália.

## História
A igreja foi iniciada em 1575 adjacente a um hospital de 1528 que cuidava dos pobres e órfãos deficientes. O design e o layout foram influenciados por Andrea Palladio , mas a fachada barroca profusamente decorada foi concluída por Baldassarre Longhena e contendo esculturas de Giusto Le Court .
A nave ainda contém afrescos de Jacopo Guaraná e Agostino Mengozzi Colonna (filho de Gerolamo ), e obras de Palma, o Jovem , Giovanni Battista Tiepolo , Carlos Loth , e Pietro Liberi .
A igreja até o século XIX tinha um coro formado por crianças órfãs, que ficavam alojadas ao lado. Em 2016, a igreja passou a ser usada para concertos.
| Atlantes na Igreja do Ospedaletto | Atlantes na Igreja do Ospedaletto | Atlantes na Igreja do Ospedaletto | Atlantes na Igreja do Ospedaletto |
| --------------------------------- | --------------------------------- | --------------------------------- | --------------------------------- |
|                                   |                                   |                                   |                                   |